# Баштованство
Баштованство је пракса гајења и гајења биљака у склопу хортикултуре. У баштама, украсне биљке се често узгајају због свог цвећа, лишћа или целокупног изгледа; корисне биљке, као што су коренасто поврће, лиснато поврће, воће и зачинско биље, узгајају се за потрошњу, за употребу као боје или за медицинску или козметичку употребу.
Вртларство се креће у распону од воћњака, преко засада дугих булевара са једном или више различитих врста жбуња, дрвећа и зељастих биљака, до стамбених залеђинских вртова укључујући травњаке и темељне засаде, све до контејнерских башта које се узгајају унутар или споља. Баштованство може бити веома специјализовано, са само једном врстом биљака које се узгаја, или укључује различите биљке у мешовитим засадима. Укључује активно учешће у узгоју биљака и тежи да буде радно интензивно, што га разликује од пољопривреде или шумарства.

## Историја

### Древна времена
Шумско баштованство, систем производње хране заснован на шуми, је најстарији облик баштованства на свету. Шумске баште су настале у праисторијским временима дуж обала река прекривених џунглом и у влажним подножјима монсунских региона. У постепеном процесу породица које унапређују своје непосредно окружење, идентификоване су, заштићене и унапређене корисне врсте дрвећа и винове лозе, док су непожељне елиминисане. Евентуално су селектоване и стране врсте и уграђене у баште.
Баште су такође биле доступне у Кушу. У Мусаварат ес-Суфри, велико ограђено окружење датирано у 3. век пре нове ере обухватало је сјајне вртове.
Древни римски вртови су били постављени са живицом и виновом лозом и садржавали су широк избор цвећа — акантуса, различка, шафрана, цикламе, зумбула, ириса, бршљана, лаванде, љиљана, мирте, нарциса, мака, рузмарина и љубичица — као као и статуе и скулптуре. Цветни кревети су били популарни у двориштима богатих Римљана.

### Кућни вртови
Кућни вртови, који су се појавили у елизабетанско доба, изгледа да су настали као локални извор зачинског биља и воћа. Једна теорија је да су настали током времена црне смрти 1340-их, када је смрт толиког броја радника омогућила земљиште за мале колибе са личним баштама. Према легенди о пореклу из касног 19. века, ове баште су првобитно стварали радници који су живели у сеоским колибама, да би им обезбедили храну и биље, са цвећем засађеним међу њима за украс. Радницима на фарми су обезбеђене колибе које су имале архитектонски својство насеобине постављене у малом врту — око 1 acre (0,40 hectares) — где су могли да узгајају храну, држе свиње и кокошке.
Аутентичне баште слободних сељака су укључивале кошницу и стоку, а често свињац и шталу, заједно са бунаром. Сељака из средњег века више је занимало месо него цвеће, при чему се зачинско биље узгајано ради употребе, а не због лепоте. У елизабетанска времена било је више просперитета, а тиме и више простора за узгој цвећа. Чак је и рано вртно цвеће у газдињству имало своју практичну употребу — љубичице су бивале раширене по поду (због пријатног мириса и спречавања штеточина); невен и першун су били привлачни и коришћени у кувању. Други, као што су Dianthus barbatus и Alcea, узгајани су у потпуности због своје лепоте.

## Предности
Баштованство многи људи сматрају опуштајућом активношћу. Такође постоје многе студије о позитивним ефектима на ментално и физичко здравље у вези са баштованством. Конкретно, сматра се да баштованство повећава самопоштовање и смањује стрес. Како напомиње писац и бивша учитељица Сара Бидл, нечија башта може постати „мала оаза за опуштање и пуњење [нечијих] батерија.“ Укључивање у баштованске активности помаже у креативности, вештинама посматрања, учењу, планирању и физичком кретању.
Други сматрају да је баштованство добра заштита од поремећаја у ланцу снабдевања, уз повећану забринутост да јавност не може увек да верује да ће полице продавница бити у потпуности попуњене. У априлу 2022. године око 31% прехрамбених производа није било на залихама, што је повећање од 11% у односу на новембар 2021.

## Поређење са земљорадњом
Вртларство зарад лепоте је вероватно старо скоро колико и пољопривреда за храну, међутим током већег дела историје за већину људи није било праве разлике јер је потреба за храном и другим корисним производима надмашивала друге бриге. Мала пољопривреда за самосталне потребе (која се зове пољопривреда мотиком) се углавном не разликује од баштованства. Парцела кромпира које је узгајао перуански сељак или ирски мали земљопоседник за личну употребу може се описати као башта или фарма. Баштованство за просечне људе је еволуирало као посебна дисциплина, која се више бавила естетиком, рекреацијом и разонодом, под утицајем башта за уживање богатих. У међувремену, пољопривреда је еволуирала (у развијеним земљама) у правцу комерцијализације, економије обима и монокултуре.
Монти Дон је спекулисао о атавистичкој вези између данашњих баштована и предмодерног сељаштва.